# Chevrolet GT30/Jonckheere
La Chevrolet GT30/Jonckheere est un modèle d'autobus construit sur châssis Chevrolet GT30 et carrossé par Jonckheere.

## Histoire
En 1948, la Société nationale des chemins de fer vicinaux (SNCV) sentant le vent tourner pour tout ou partie de son réseau ferré lance l'étude d'un modèle d'autobus standardisé conçu pour le service à un agent, décliné en plusieurs capacités : 40 places ou 75 à 100 places,. Des deux types retenus, le premier de petite capacité (40 places) est conçu pour remplacer à termes les réseaux urbains des villes moyennes exploitées pour la quasi-totalité par des motrices électriques à deux essieux.
En 1950, le réseau urbain de Bruges sert de test, la SNCV a commandé pour y remplacer les tramways des châssis type Chevrolet GT30 à moteur à essence à l'avant qu'elle fait carrosser par Jonckheere en suivant le cahier des charges établi pour l'autobus standardisé : porte de montée placée avant l'essieu avant et porte de descente placée avant l'essieu arrière, seul le pare-brise conserve l'aspect des séries d'après-guerre. L'essai étant concluant, la SNCV va progressivement remplacer les tramways sur les réseaux urbains :
- En 1951 : les lignes 12 et 13 à Knokke et le reste du réseau urbain de Bruges ;
- En 1952 : les réseaux urbains de Louvain, Malines, Namur et Tournai.

## Production
| Illustration | Carrosserie     | Réseau    | Nombre | Numéros         | Livraison    | Remarques |
| ------------ | --------------- | --------- | ------ | --------------- | ------------ | --------- |
|              | SNCV pré-type 1 | SNCV      | 12     | 111-122         | 1949-1950    |           |
|              | SNCV pré-type 1 | SNCV      | 12     | 820-831         | 1951         |           |
|              | SNCV type 1     | SNCV      | 20     | 834-853         | 1951-1952    |           |
|              | SNCV type 1     | SNCV      | 20     | 854-873         | 1952         |           |
|              | SNCV type 1     | SNCV      | 20     | 874-893         | 1952-1953    |           |
|              | SNCV type 1     | SNCV      | 2      | 975-976         | 1953         |           |
|              | SNCV type 1     | SNCV      | 25     | 1337-1351       | 1955-1956    |           |
|              | SNCV type 1     | SNCV      | 25     | 1353-1377       | 1955-1956    |           |
|              | SNCV type 1     | The Eagle | 2,     | (34-48)-(34-49) | janvier 1952 |           |

## Caractéristiques[13]

### Générales
- Châssis : Chevrolet GT30 ;
- Carrosserie : Jonckheere ;
- Motorisation : essence à l'avant[2] ;
- Capacité : 27 places assises, 13 debout.

### Motorisation
| Motorisation                                     | Motorisation    |
| ------------------------------------------------ | --------------- |
| Moteur                                           | Chevrolet       |
| Cylindrée [L]                                    | 3,86            |
| Alésage x course [mm]                            | 90,49 x 100     |
| Puissance [kW] ([ch]) à X tours par minute       | 68 (93) à 3 100 |
| Consommation [L/100km] urbain/extra-urbain/mixte |                 |
| Disposition                                      | À l'avant.      |
|                                                  |                 |

### Aménagement

Vue de l'aménagement intérieur sur la série 834 à 853 de la SNCV.
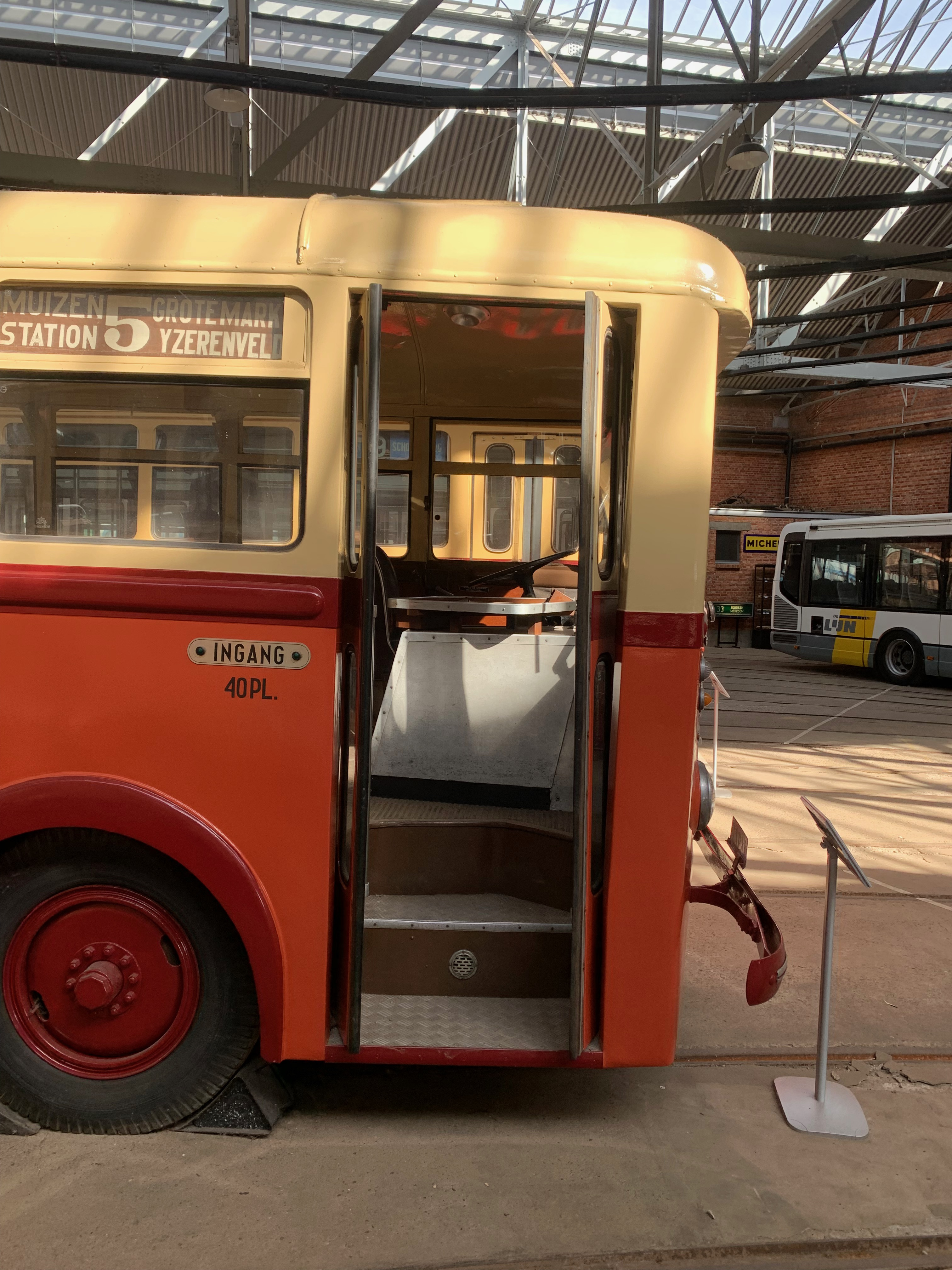
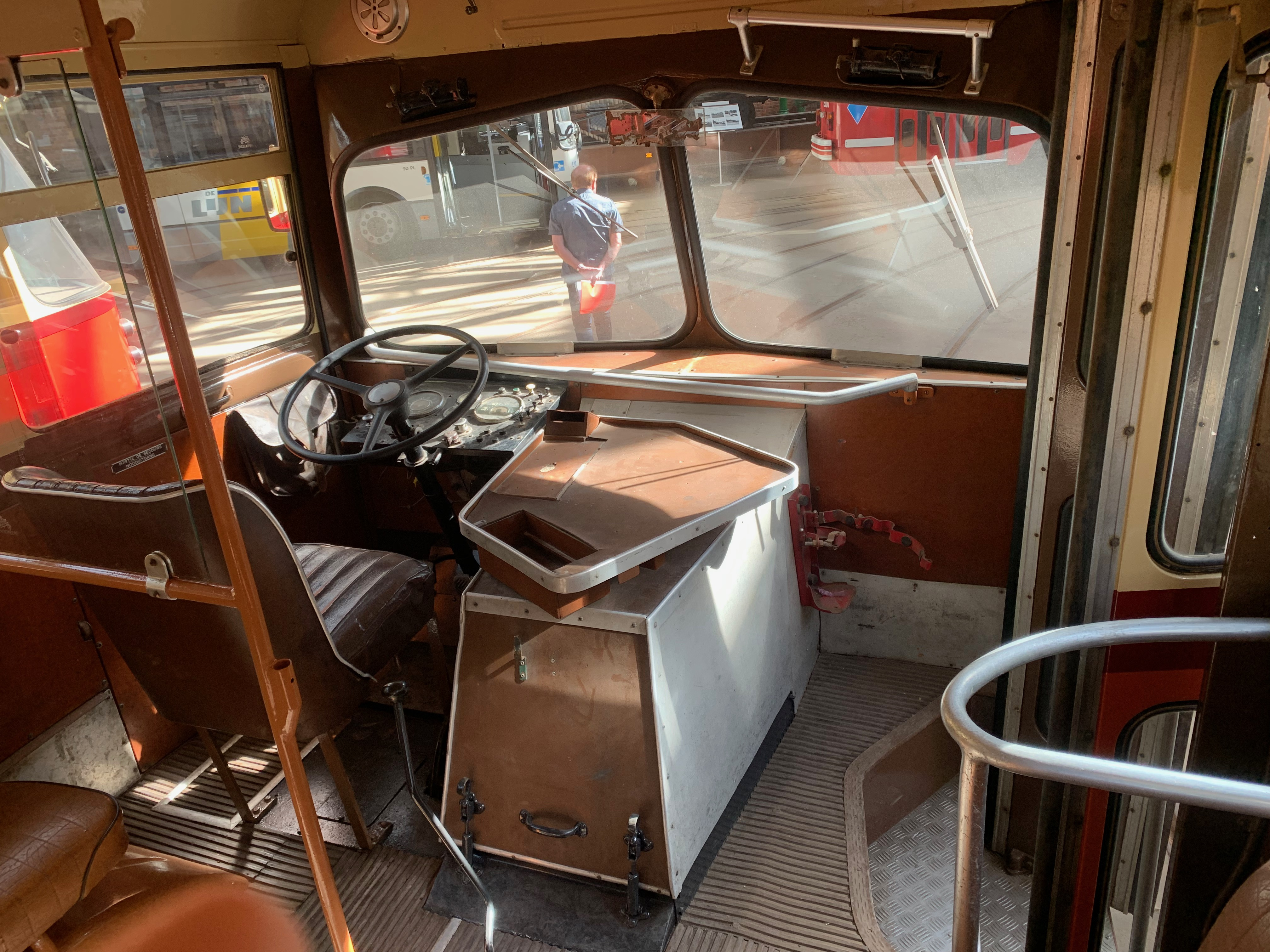
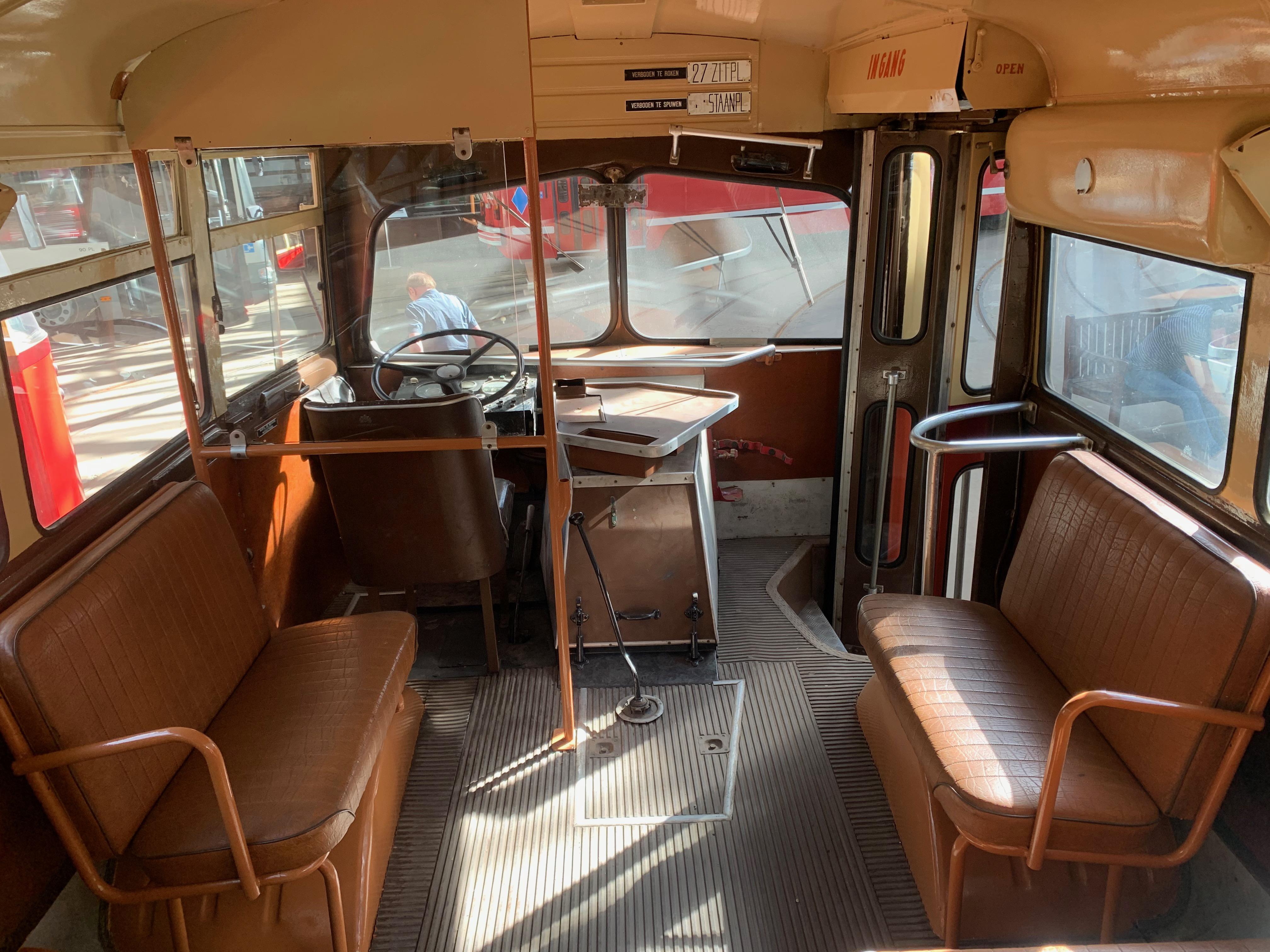
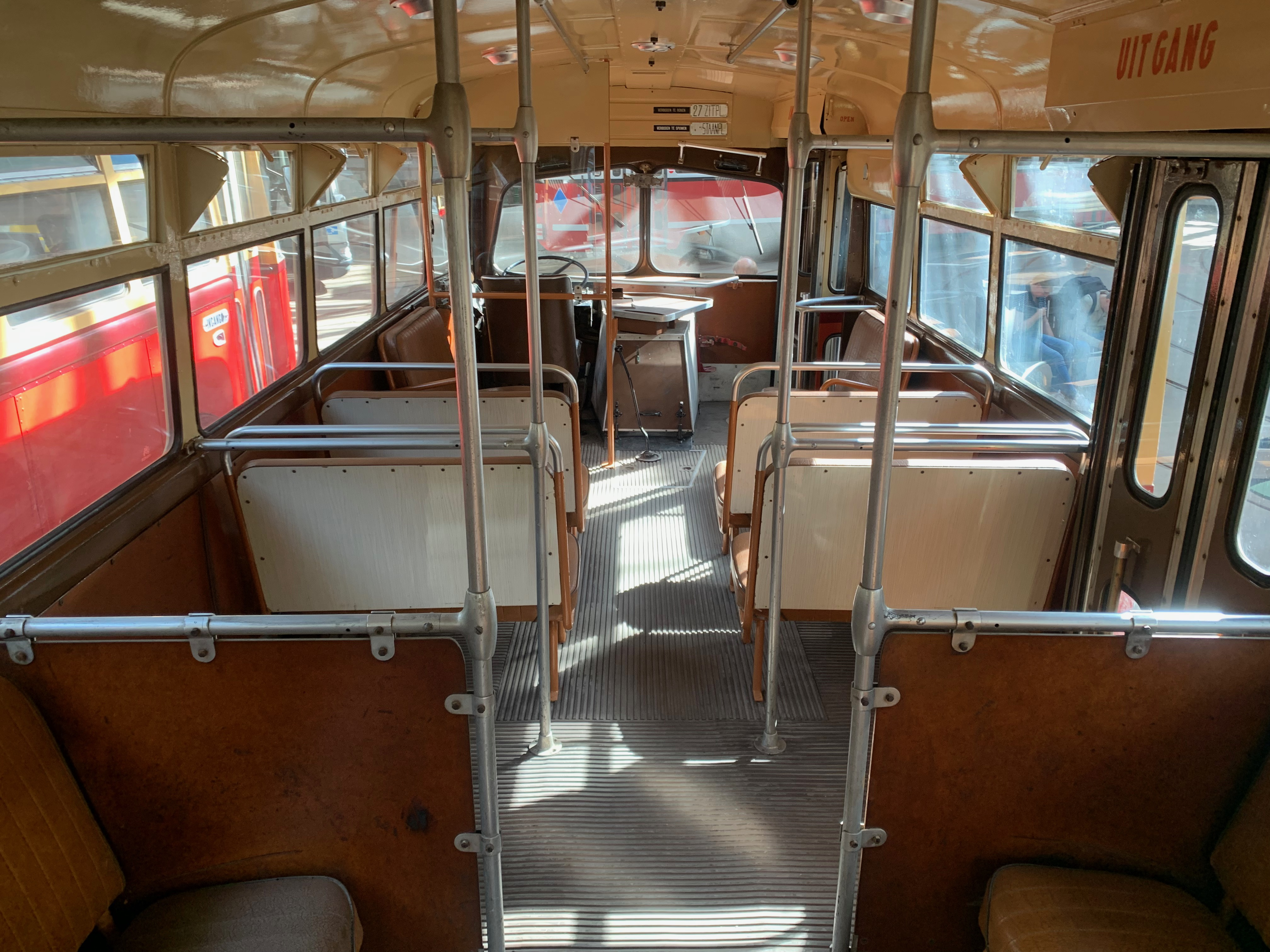
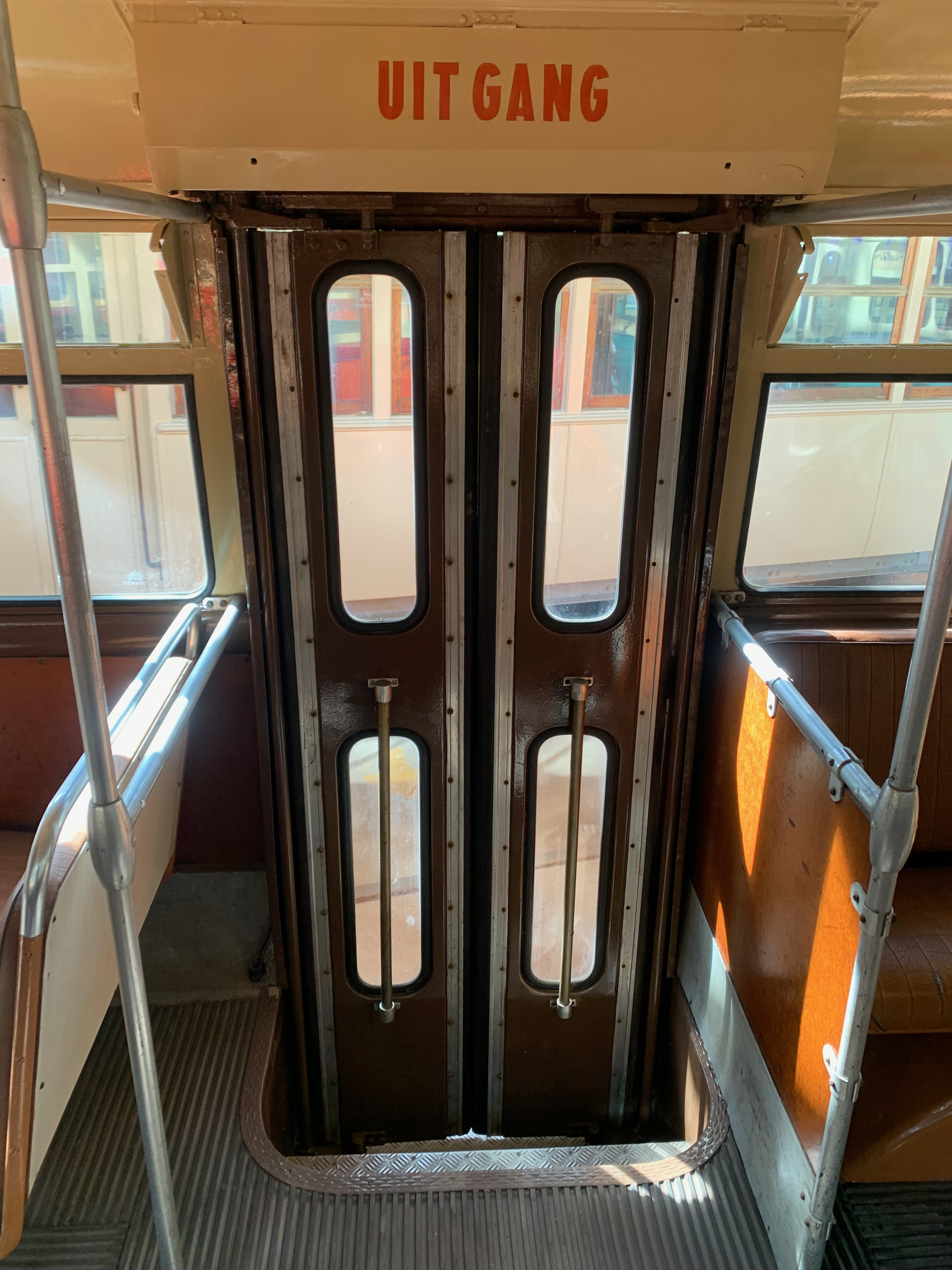
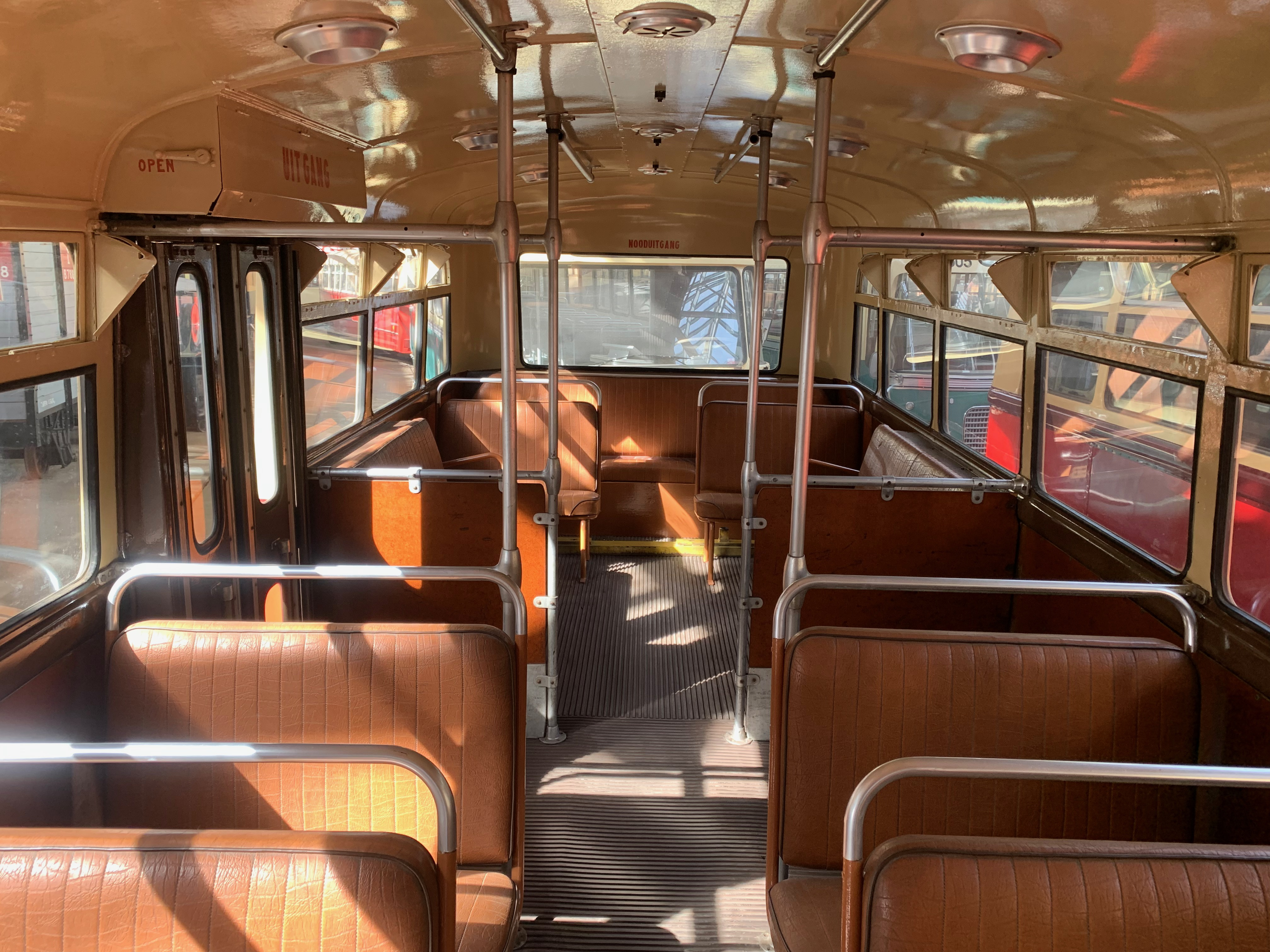
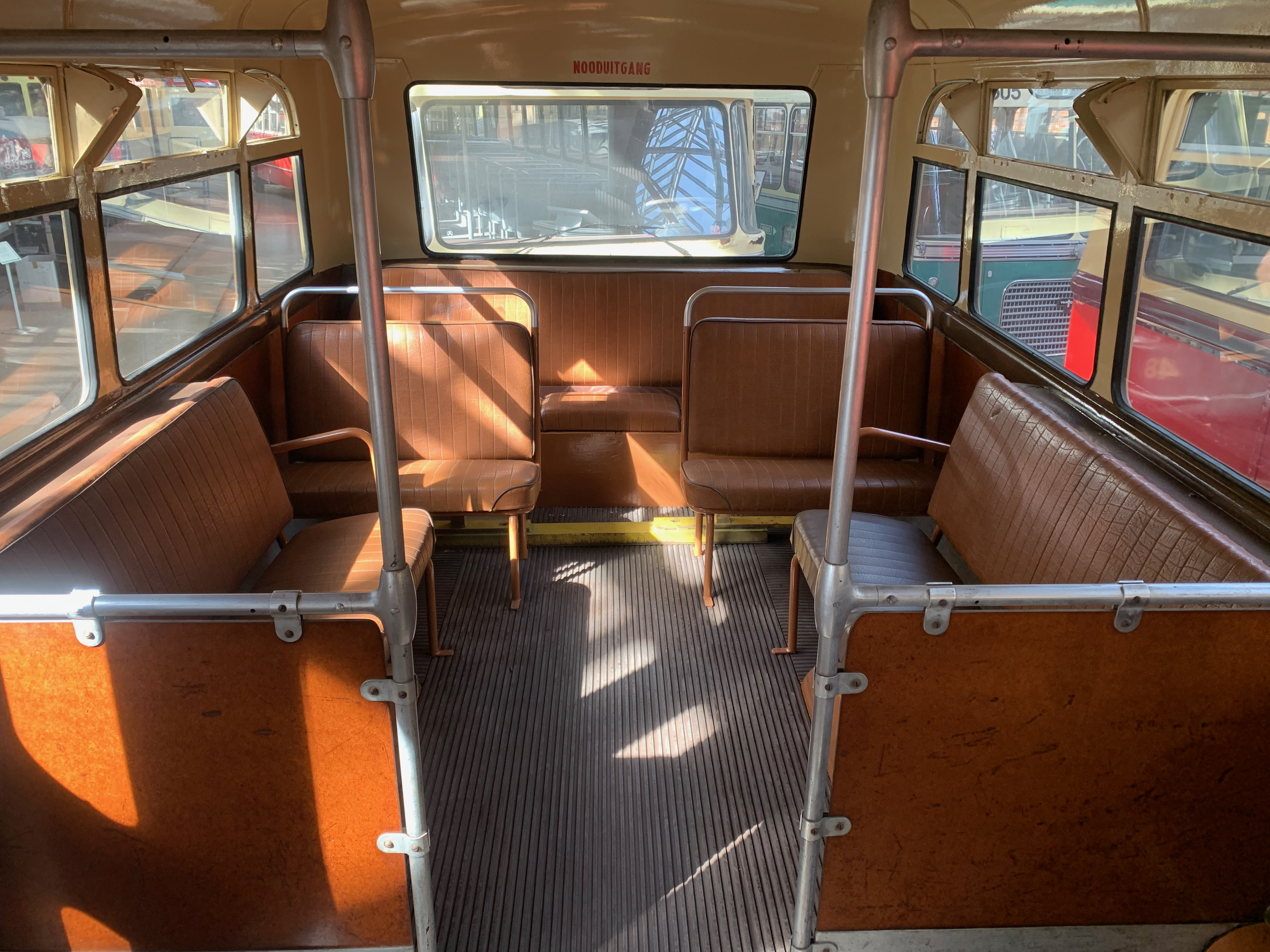

## Matériel préservé

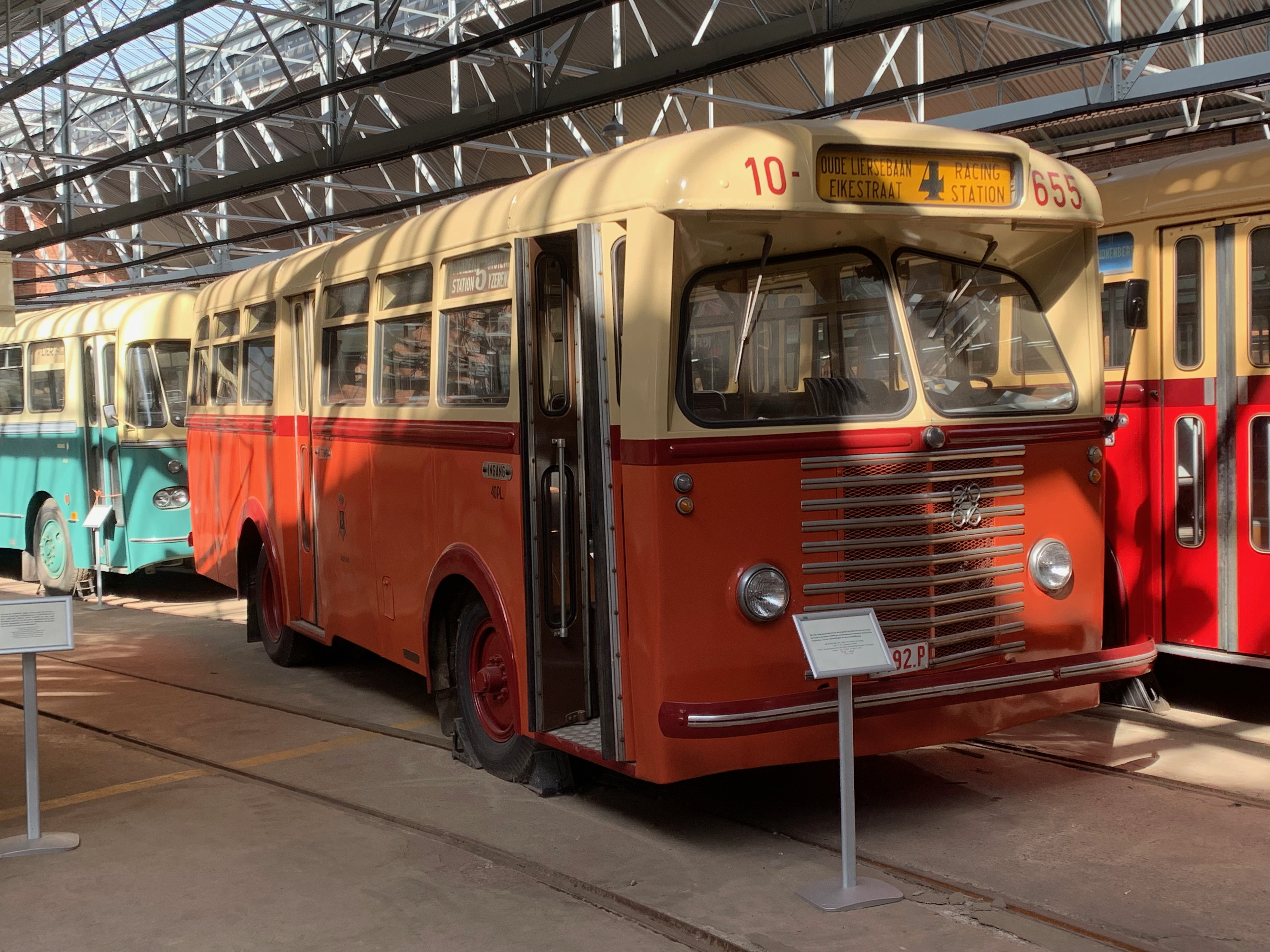
L'autobus n°840 au VlaTAM.

- n°840 par le Vlaams Tram- en Autobusmuseum (VlaTAM) à Anvers.